# Hemidactylus depressus
Hemidactylus depressus är en ödleart som beskrevs av  Gray 1842. Hemidactylus depressus ingår i släktet Hemidactylus och familjen geckoödlor. IUCN kategoriserar arten globalt som livskraftig. Inga underarter finns listade i Catalogue of Life.